# NGC 7639
NGC 7639 је елиптична галаксија у сазвежђу Пегаз која се налази на NGC листи објеката дубоког неба.
Деклинација објекта је + 11° 22' 24" а ректасцензија 23h 22m 48,2s. Привидна величина (магнитуда) објекта NGC 7639 износи 14,6 а фотографска магнитуда 15,6. NGC 7639 је још познат и под ознакама IC 1485, MCG 2-59-32, CGCG 431-50, NPM1G +11.0570, PGC 71256.